# Mostaza

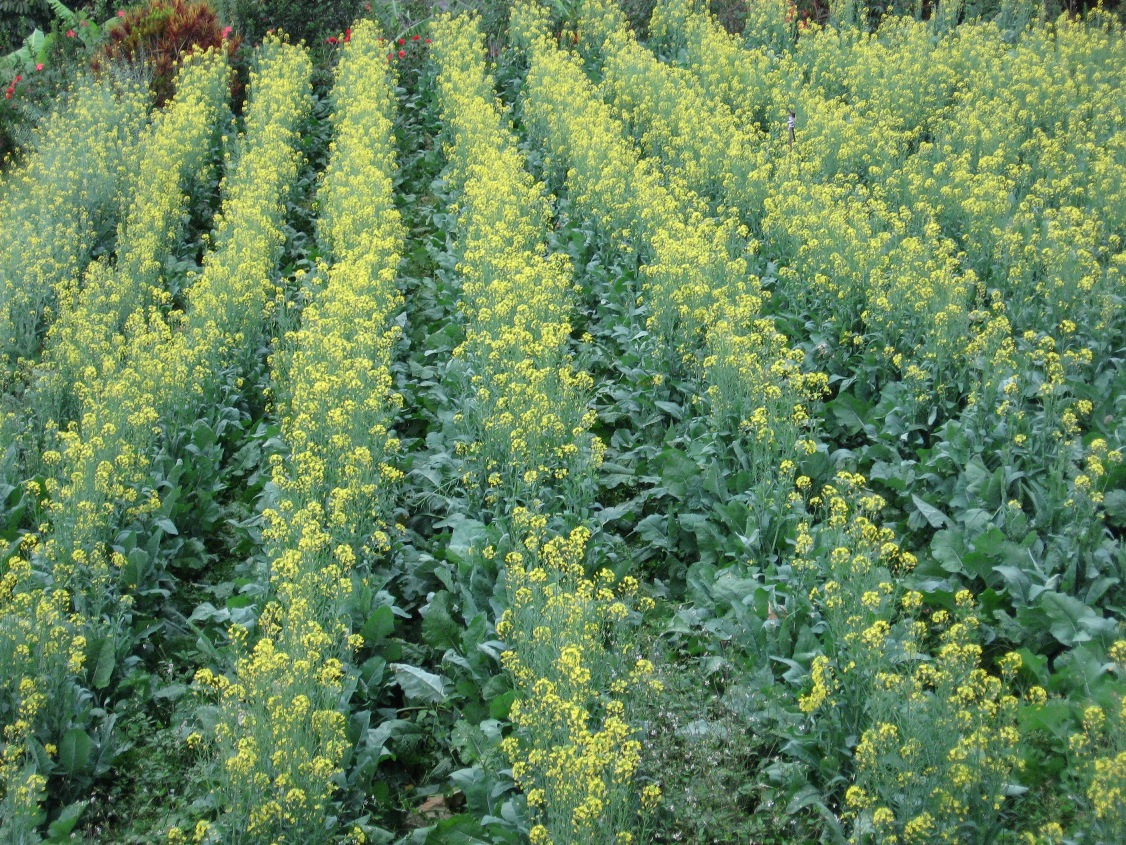
Cultivo de mostaza.

La mostaza (también llamada «jenable» y «jenabe») hace referencia generalmente al condimento envasado con apariencia externa pastosa y de sabor agridulce que se elabora de las semillas de varias plantas del género Sinapis, familia de las crucíferas, que también incluye las coles y los nabos.

Asimismo, hace referencia también a la pequeña semilla de mostaza, usada como especia y que se emplea frecuentemente en algunas gastronomías, como por ejemplo: la alemana, la india o la francesa, entre otras.

## Etimología
En el castellano clásico, la mostaza se denominaba jenabe, que a su vez proviene del latín sinapis, y este del griego con el mismo nombre (σίναπι), de aquí proviene la palabra sinapismos que son las cataplasmas de mostaza aplicadas al pecho como remedio natural de catarros y otras afecciones pulmonares.
La denominación, tal y como se conoce hoy en día, aparece por primera vez en Francia posiblemente hacia 1220 de una derivación de la palabra latina mustum y la primera constancia registrada del nombre asociado al condimento es ‘moutarde’ y se sospecha que provenga del latín vulgar mustum ardens (‘mosto ardiente’) por tener los romanos la costumbre de añadir, o diluir, granos de mostaza en el zumo de la uva (mosto). Casi en la misma época aparece registrado en castellano con el nombre de mostaza y en Italia con el de mostarda.
Las semillas de mostaza están relacionadas desde varios enfoques religiosos como las semillas de fe y de abundancia.  Esta semilla se nombra como algo muy pequeño que se multiplica y simboliza la abundancia y el fenómeno de la multiplicidad.

## Historia

### Mundo clásico
Las excavaciones arqueológicas en el Valle del Indo (subcontinente indio) han revelado que allí se cultivaba mostaza. Esa civilización existió hasta alrededor de 1850 a. C.
La mostaza se ha utilizado en África y China durante miles de años. Las hojas de mostaza se han consumido popularmente en China. La pasta de mostaza amarilla se originó en China durante la dinastía Zhou (1046-256 a. C.), donde las semillas de mostaza se molían y se convertían en pasta. A menudo se usaba en las cortes reales durante la dinastía Zhou para ayudar a abrir el apetito para los platos posteriores de una comida.
Se cree que fueron los romanos quienes desarrollaron el preparado de mostaza que conocemos hoy. Mezclaban jugo de uva sin fermentar -conocido como "mosto"- con semillas de mostaza -llamadas sinapis- para formar el mustum ardens o "mosto ardiente". La empleaban como condimento gastronómico; Plinio la menciona como aditamento de los vinos especiados, y -como también confitaban en vinagre sus hojas- se utilizaba en la elaboración del moretum (queso especiado). También se empleaba como planta medicinal aplicada como remedio contra los dolores de cabeza o simplemente como digestivo.
Los griegos la usaban como condimento y Pitágoras recomendaba su consumo, pues creía que mejoraba la memoria y levantaba el ánimo; se sabe también que el botánico Teofrasto la cultivaba en los jardines.

### Edad Media
Se puede considerar este periodo como el primero en que tuvo auge esta especia. De hecho, se empieza a emplear como condimento de carnes (sobre todo vacunas) y tal vez para ocultar el sabor de la carne en mal estado. Es en el siglo XIII cuando aparece en casi todos los platos de la gastronomía europea, y su cultivo se intensificó; así se puede comprobar en las ciudades de Cremona en Italia y Dijon en Francia; en esta última la producción continúa hoy en día, y se considera una de las primeras del mundo (una gran parte de la producción mundial proviene de esta región de la Borgoña y, la otra, de Canadá).

### Época moderna
Ya en la época moderna nos encontramos numerosas recetas de elaboración diversas por país, en España en el siglo XVII, por ejemplo, el cocinero de los reyes de la Casa de Austria, Francisco Martínez Motiño, menciona una receta española de elaboración de la mostaza. Posteriormente en el siglo XX se hace famosa por una simple semejanza de olor con la iperita que tiene el gas mostaza (no tiene ninguna otra cosa en común). 
Hoy en día se emplea como salsa acompañante de salchichas (especialmente los perritos calientes) y es un ingrediente importante de las hamburguesas. También se emplea en algunos sándwiches (principalmente la del tipo americano que viene coloreada con cúrcuma, llamada mostaza preparada). En varios países también acompaña a las comidas rápidas autóctonas tales como la arepa cabimera, tumbarranchos o patacón (en Venezuela) o las sopaipillas (en Chile). Suele estar asociada con el kétchup y la mayonesa como las tres salsas básicas de la comida rápida.
La variedad francesa o tipo Dijon suele emplearse en platos de estilo gourmet.

### Historia en Francia
El agrónomo romano Columela fue el primero en dar una receta en el siglo I  en su "De re rustica" (XII, 55). Apicio, en el siglo IV, también aporta una receta en "De re coquinaria". Introducido con el nombre de 'mustum ardens' (mosto ardiente) por los romanos en la Galia, se preparaba diluyéndolo con mosto de uva. Las primeras menciones escritas sobre recetas de mostaza en Francia se remontan al siglo XIII.
En Francia, la mostaza se producía en todas las regiones vitivinícolas alrededor de Burdeos, Tours, Reims y Dijon, gracias al vinagre incluido en la composición, manteniéndose en secreto las semillas de mostaza machacadas, el agraz y los aromáticos. A partir del siglo XIV, Borgoña lo convirtió en una especialidad.
En Brie à Meaux, la importante industria molinera gracias a las piedras procedentes de las canteras locales ha permitido el establecimiento de numerosos fabricantes de mostaza.
Las vasijas de mostaza, que constituyen un tema de colección popular, eran pequeñas vasijas de gres blanco, originalmente cerradas con un grueso tapón de corcho cubierto, a su vez, con una cápsula de estaño sellada con cera. También había dispensadores de mostaza en el mostrador, donde el ama de casa acudía a llenar su recipiente.
La mostaza disfrutó de cierto éxito en Francia en el siglo XVIII. Aparece en los escritos de algunos grandes pensadores de la época, en particular Voltaire, que lo utiliza como una sátira contra el clericalismo en una frase bastante poco conocida: <<Si quisiera, tendría más confianza en un viejo intolerante mostaza que en un bote de mostaza bigote>>.
En 1937 tuvo lugar un famoso juicio entre dos fabricantes de mostaza parisinos y dos fabricantes de mostaza de Dijon, por el nombre “mostaza de Dijon”. El Tribunal de Casación dictaminó que la denominación correspondía a una receta y no a un 'terroir'. Así, podríamos encontrar tarros etiquetados, por ejemplo: Bornibus París Francia Mostaza Dijon con vinagre fino .
Después de la Segunda Guerra Mundial, había en Francia unos ciento sesenta fabricantes de mostaza. En 2002, solo quedaban seis. La última fábrica de mostaza alsaciana, Alelor , fundada en 1873, se encuentra en Mietesheim,  en el Bajo Rin. En Borgoña, la empresa Fallot, fundada en 1840 y con sede en Beaune, es la última fábrica familiar independiente de mostaza.

### Propiedades
La mostaza es una salsa baja en calorías y carece de colesterol al no tener como ingrediente ningún tipo de grasa animal. Su semilla tiene un alto contenido proteico y de minerales. Además posee propiedades antisépticas y digestivas.

## Contenido
Las semillas de mostaza contienen entre un 20 y un 36% de aceite de mostaza suave, un 28% de proteínas y los glucósidos sinalbin ( mostaza blanca, forma bisfenol F) o sinigrina (mostaza marrón y negra), que son responsables del sabor picante y, por tanto, también es responsable del  efecto estimulante del apetito y digestivo. Sin embargo, estos glucósidos del aceite de mostaza no son picantes en sí mismos. Sólo cuando las semillas se trituran o muelen y entran en contacto con el líquido, la enzima mirosinasa, también contenida en las semillas de mostaza, se activa y convierte los glucósidos en glucosa, sulfato de hidrógeno (HSO 4 − ) y ácido lágrimo. Los isotiocianatos (RN=C=S), que a menudo también se denominan “ aceite de mostaza graso ”, también se denominan “aceite de mostaza esencial ”. Es por eso que las semillas de mostaza inicialmente tienen un sabor suave a nuez que solo se vuelve ligeramente más picante después de masticarlas durante mucho tiempo, y la mostaza en polvo seca también inicialmente tiene un sabor suave, ligeramente amargo, pero no picante. En cambio, en la mostaza de mesa se puede formar isotiocianato mediante la molienda y la adición de agua y otros ingredientes, de modo que el aroma penetrante se puede desarrollar desde el principio.
Además de los diferentes colores de las semillas, la mostaza blanca, marrón y negra también se caracterizan por un sabor picante diferente: la mostaza blanca con el glucósido sinalbin es más suave, la mostaza marrón y negra con el glucósido sinigrina son mucho más picantes. El sabor picante de una pasta de mostaza se puede determinar según se desee mediante la proporción de mezcla de mostaza blanca y marrón o negra. Dado que la mostaza negra ( Brassica nigra ) es más difícil de cosechar mecánicamente, hoy en día básicamente sólo se utilizan mostaza blanca (Sinapis alba) y mostaza marrón ( Brassica juncea ).
La mostaza blanca dulce (Brassica alba) crece de forma silvestre en el norte de África, el Oriente Medio y la Europa mediterránea, extendiéndose ampliamente por su prolongado cultivo. La mostaza morena (Brassica juncea), originaria de las laderas del Himalaya, se cultiva comercialmente en el Reino Unido, Canadá y Estados Unidos. La mostaza negra (Brassica nigra), se cultiva en Argentina, Brasil, Estados Unidos y algunos países europeos. Canadá cultiva el 90 % de toda la semilla de mostaza para el comercio internacional.

tipos
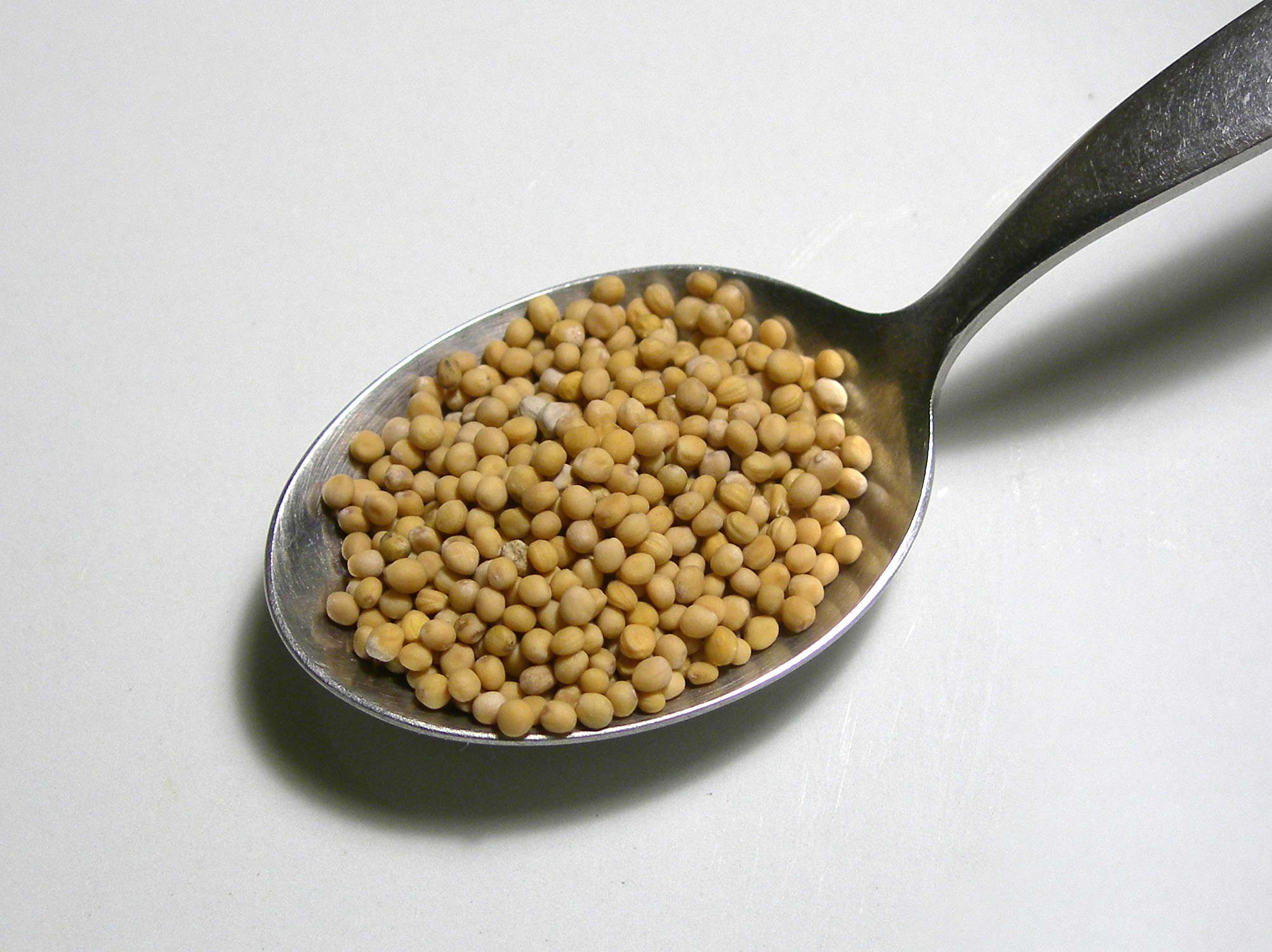
Semillas para elaborar mostaza
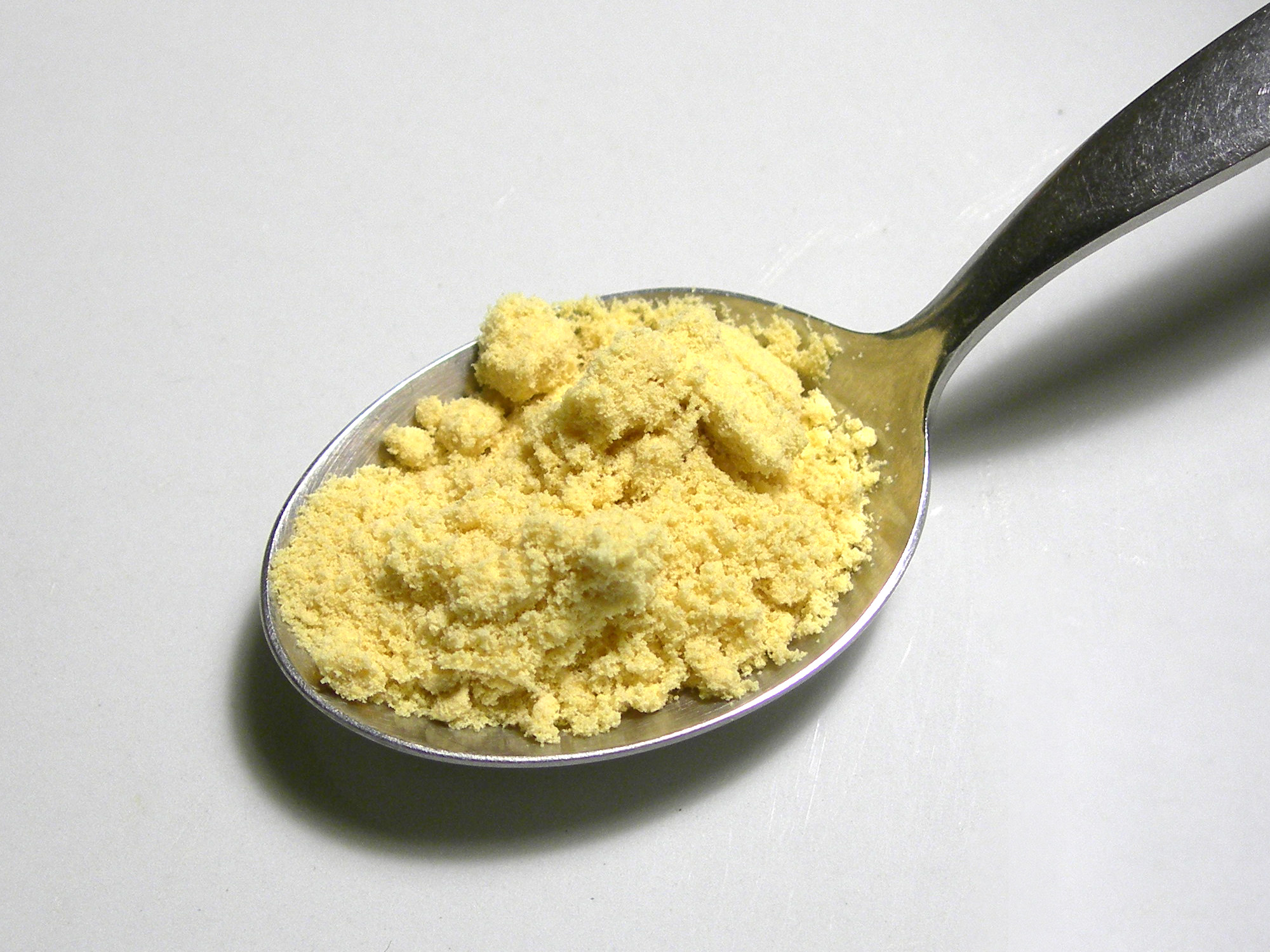
Polvo de mostaza blanca
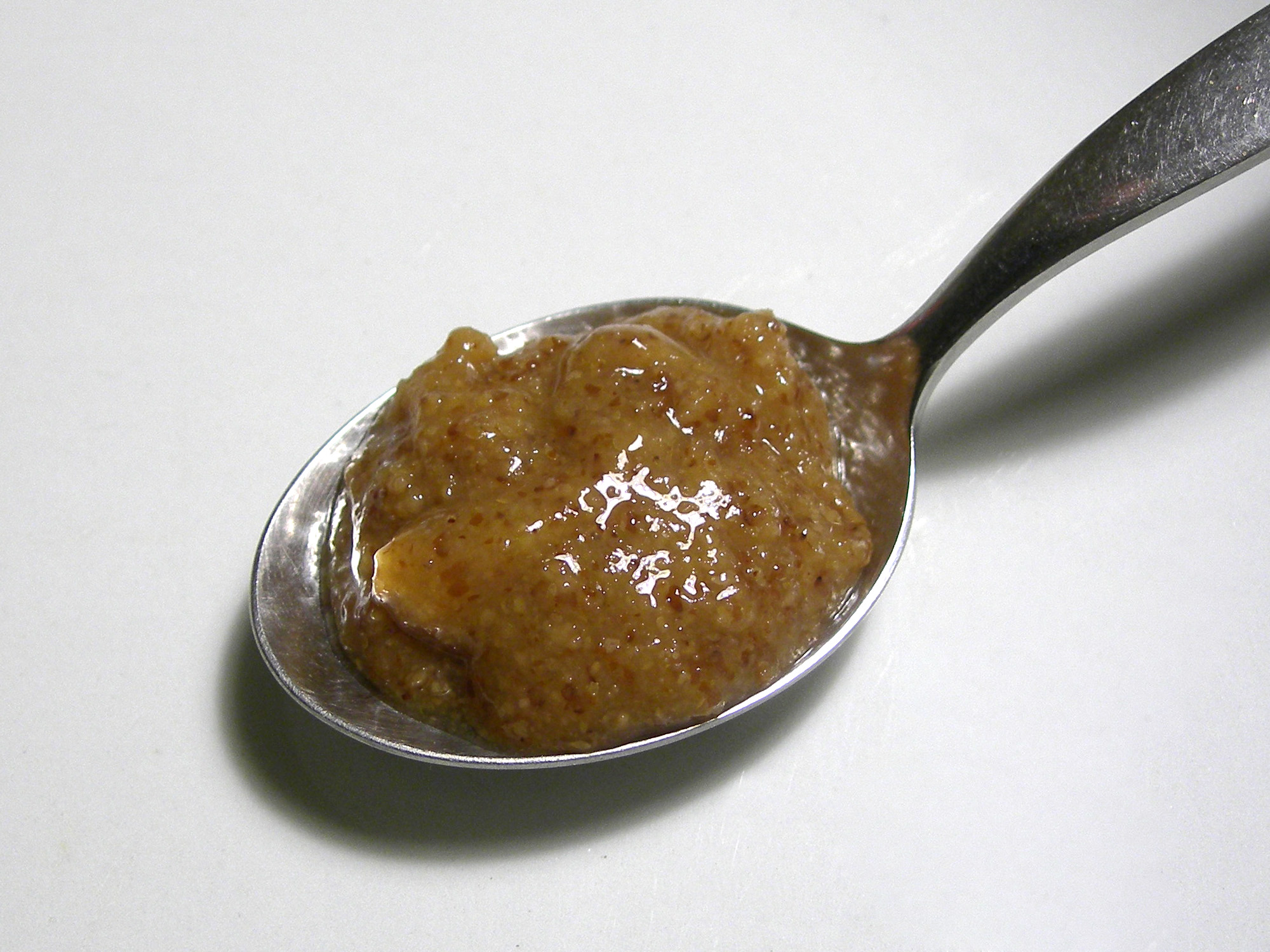
Mostaza dulce al estilo de Baviera
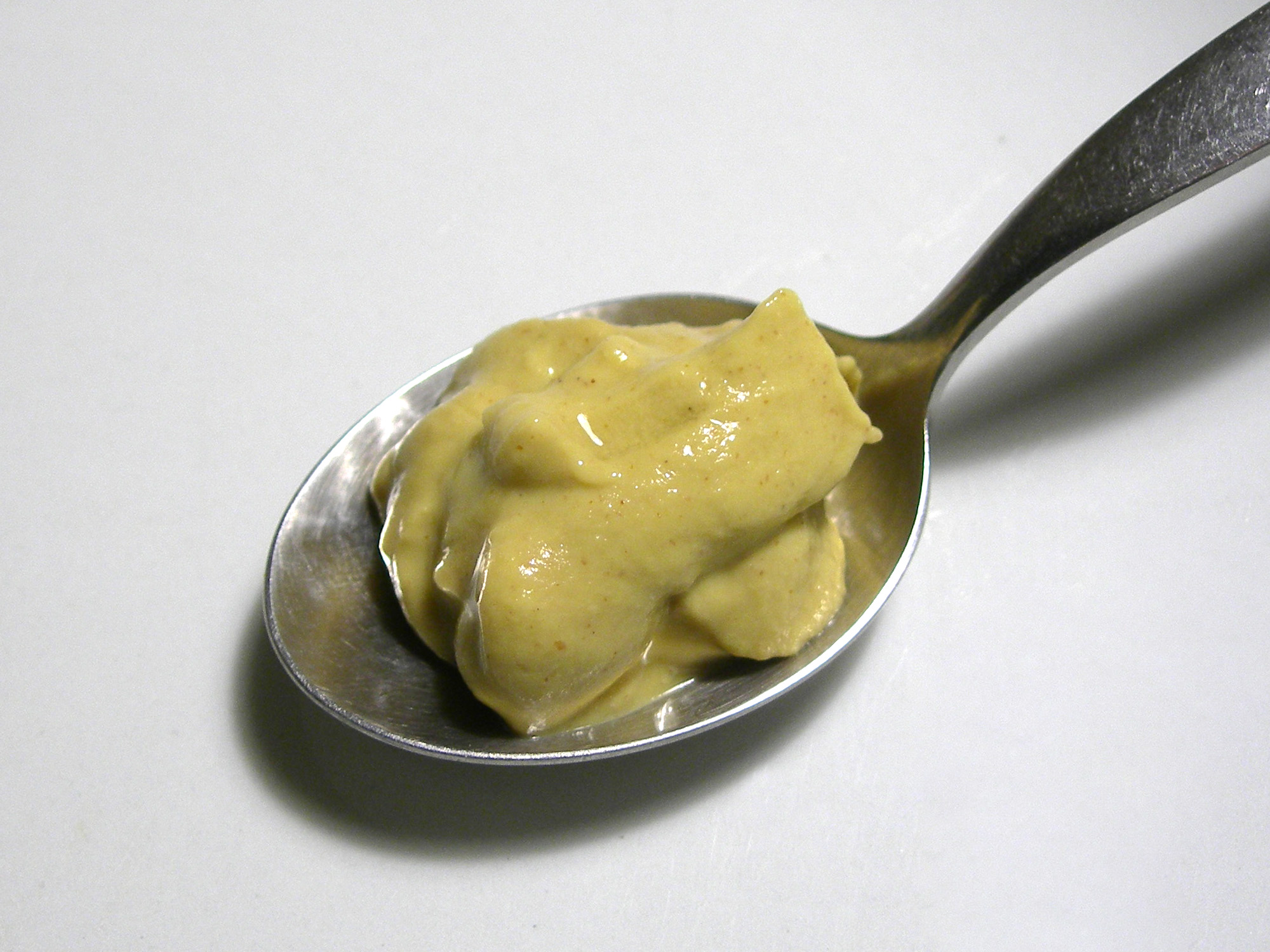
Mostaza tipo Dijon
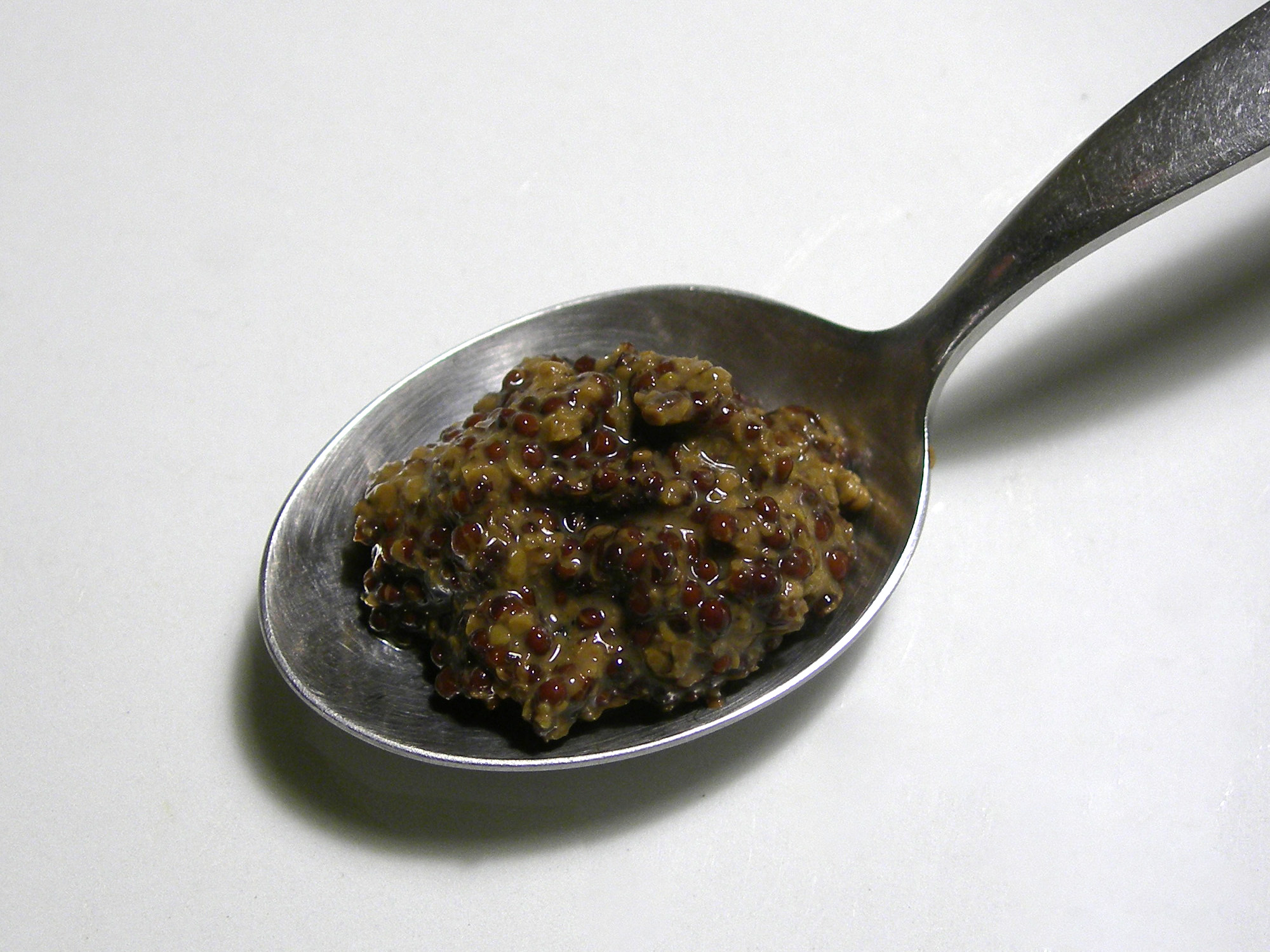
Mostaza al estilo francés, mezclada con mostaza oscura

## Usos

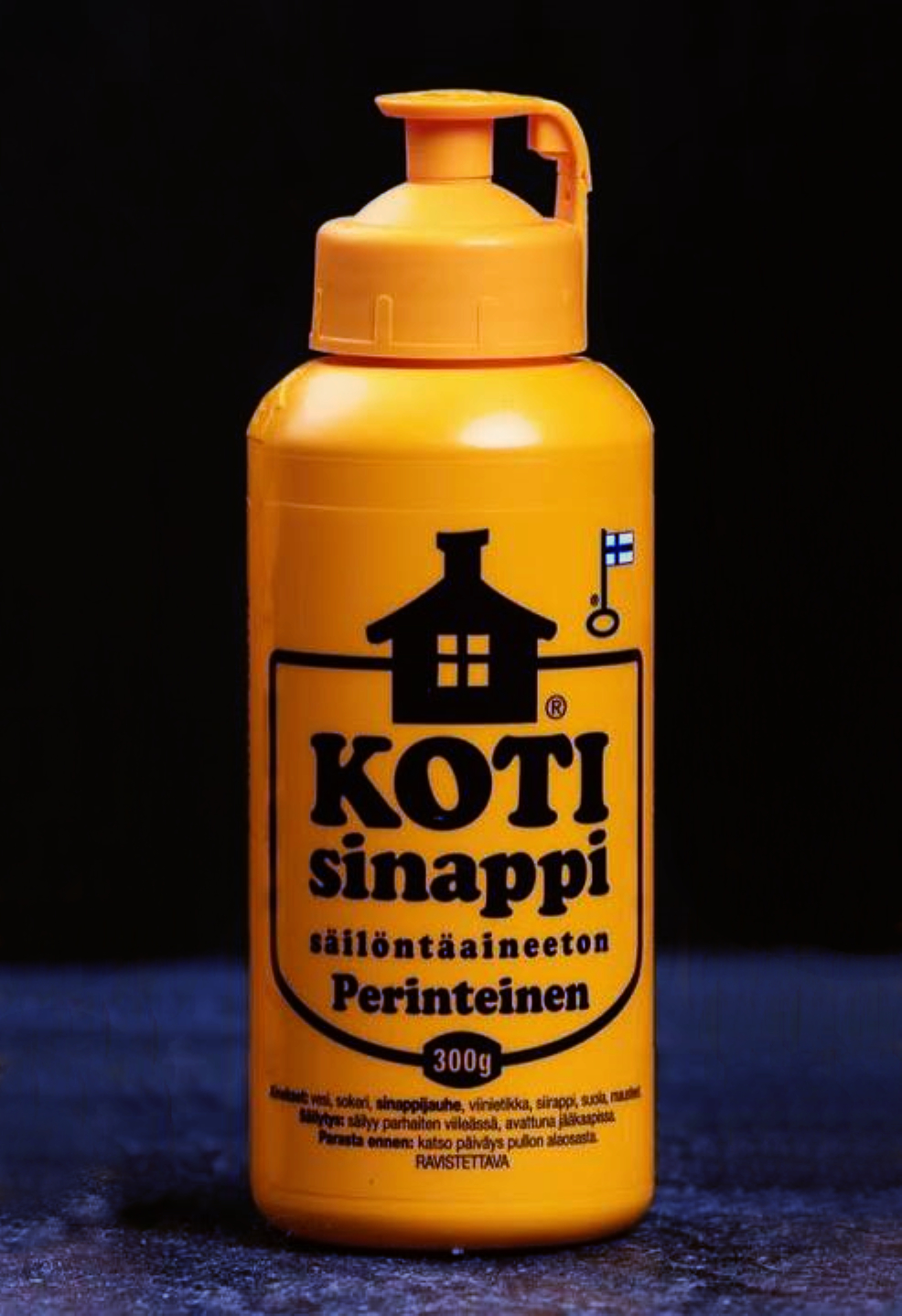
Una botella de Kotisinappi, una mostaza amarilla finlandesa.

Se sabe que existen unas cuarenta especies distintas de mostaza, de las cuales sólo tienen interés culinario y médico la denominada mostaza blanca (Sinapis alba), la mostaza negra (Sinapis nigra) y la mostaza salvaje (Sinapis arvensis). Se emplea fundamentalmente en gastronomía como condimento de algunos platos y en la elaboración de algunas salsas, como la Cumberland (elaborada con oporto) en la cocina portuguesa y la salsa Robert, inventada por Robert Vinot, en la gastronomía francesa. En algunos países de Europa Oriental se utiliza una mostaza agridulce, hecha a base de dos partes de mostaza por una de mayonesa, sazonada con especias y endulzada con azúcar.
La mostaza es un ingrediente que está presente en numerosos alimentos. Debido a su capacidad de inducir procesos de alergia, de acuerdo con las directivas de la Comunidad Económica Europea, es obligatoria su identificación en los alimentos que la contengan.

## Variedades
Las mostazas se presentan en una amplia variedad de preparaciones que varían en la preparación de las semillas de mostaza y en qué otros ingredientes se incluyen. Las cáscaras de los granos de mostaza pueden molerse con los granos, o aventarse tras la trituración inicial.
Algunas localidades famosas por su mostaza son Dijon y Meaux en Francia; Norwich e (históricamente) Tewkesbury en Inglaterra; y Düsseldorf, Bautzen y Baviera en Alemania.

### Mostaza amarilla americana

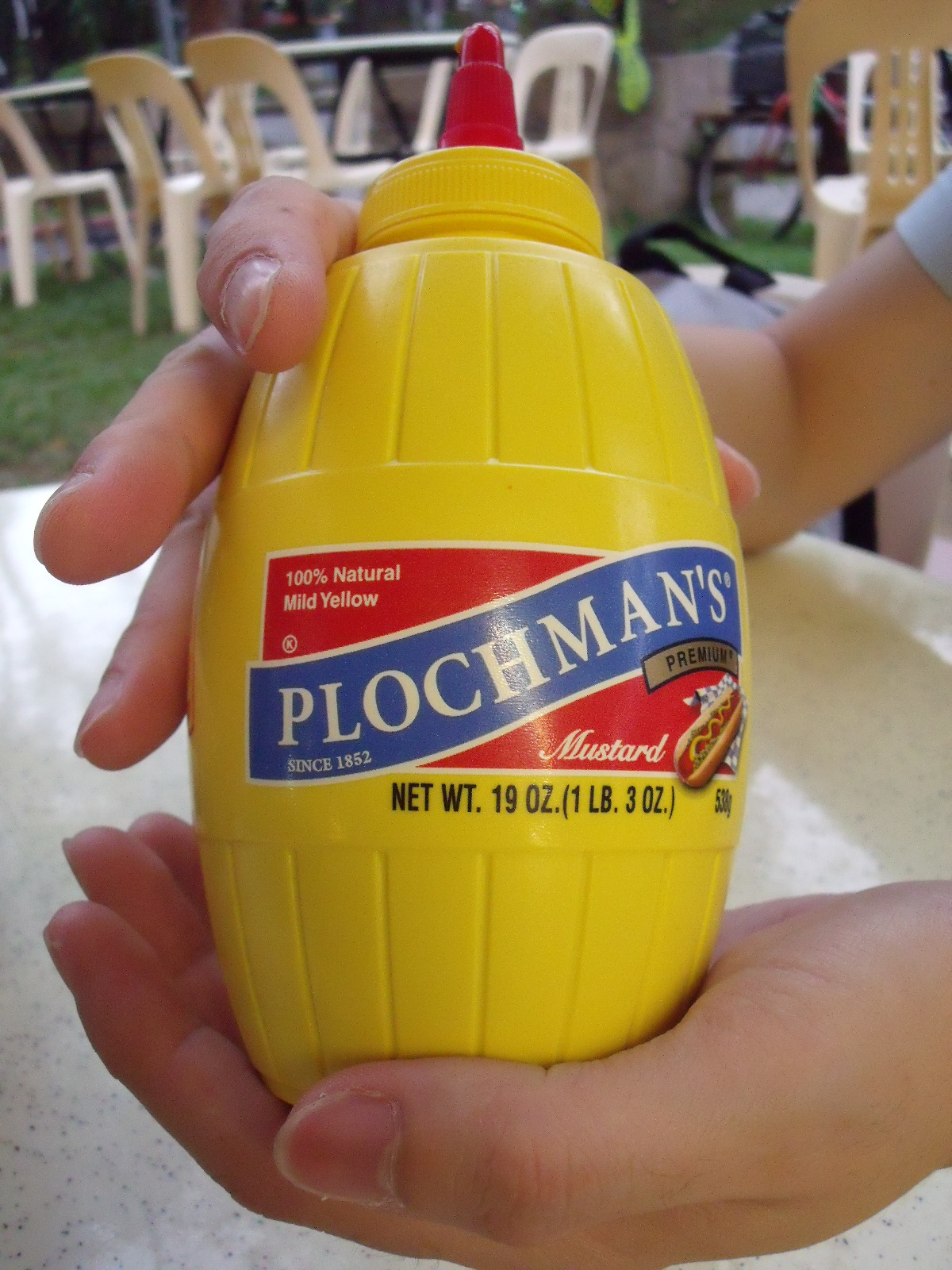
Plochman's mostaza amarilla suave, con el típico envase amarillo brillante.

La mostaza más común en Estados Unidos se conoce simplemente como "mostaza amarilla". Elaborada íntegramente con los granos de mostaza amarilla menos picantes y una elevada proporción de vinagre, es una mostaza preparada muy suave coloreada de amarillo brillante por la inclusión de cúrcuma en polvo. Fue introducida en 1904 por George J. French como "mostaza en crema para ensaladas". La mostaza amarilla se utiliza habitualmente para aderezar perritos calientes, bocadillos, pretzels y hamburguesas. También es un ingrediente de muchas ensaladas de patatas, salsas barbacoa y aliños para ensaladas. Se suele denominar mostaza "para perritos calientes" o "para estadios de béisbol" por su tradicional popularidad en los partidos de béisbol.

### Mostaza parda picante "estilo delicatessen"
La mostaza marrón picante también es común en Estados Unidos. Incluye algunos granos de mostaza marrón molidos gruesos, lo que le da un aspecto moteado y un sabor más picante que la mostaza amarilla americana. Algunas mostazas "deli-style" también incorporan rábano picante para darle un toque picante adicional. Una variedad popular en Luisiana se llama mostaza criolla, que es mucho más gruesa que la mayoría de los tipos marrones picantes.

### Mostaza de Dijon

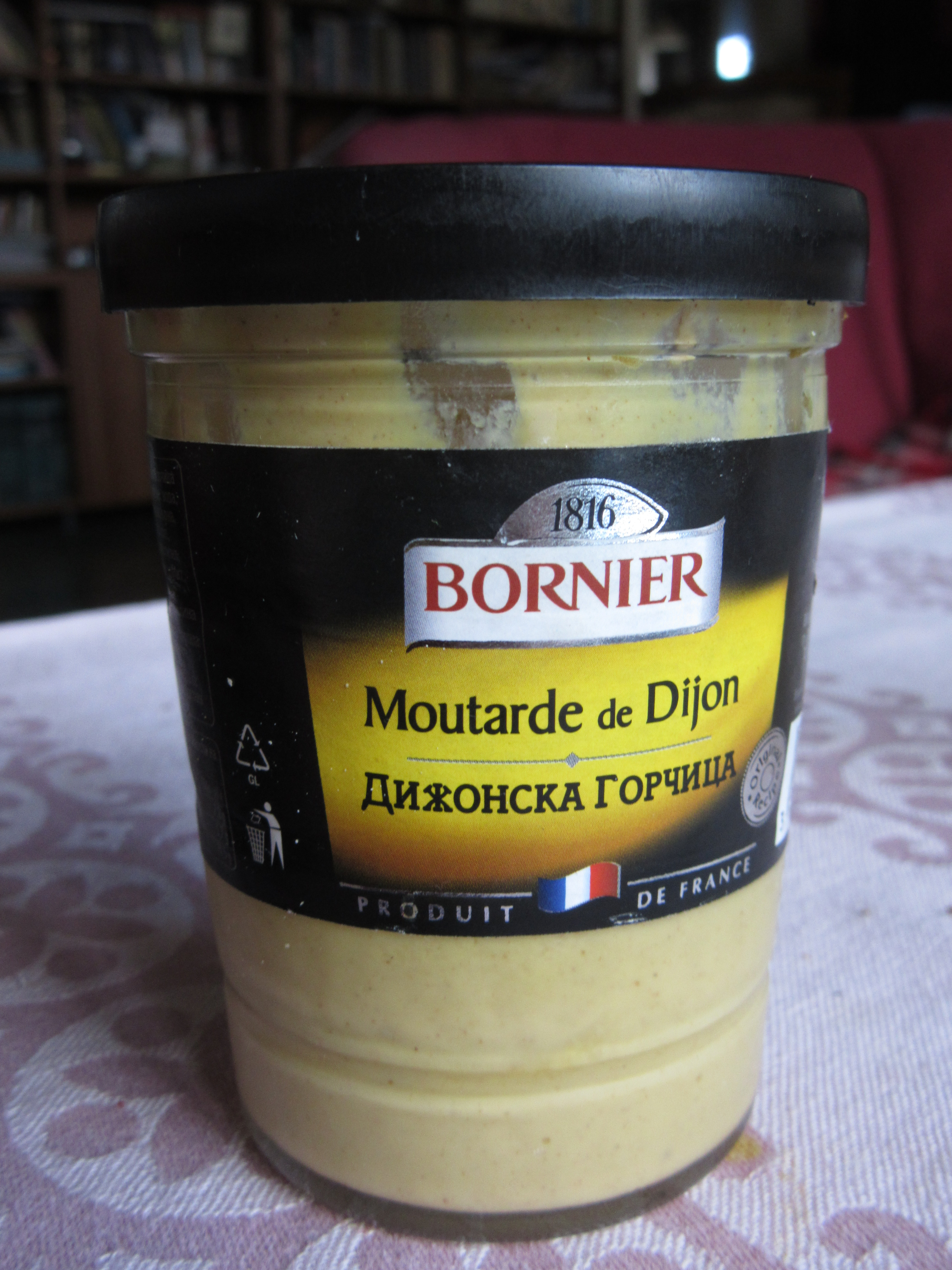
Mostaza de Dijon exportada a Bulgaria

La mostaza de Dijon se originó en 1856, cuando Jean Naigeon de Dijon sustituyó el ingrediente habitual de vinagre por verjuice, el zumo ácido "verde" de uvas sin madurar. La mayoría de las mostazas de Dijon actuales contienen vino blanco en lugar de verjus.
"Mostaza de Dijon" no es un nombre alimentario protegido. Aunque las fábricas de mostaza siguen funcionando en Dijon y ciudades colindantes, la mayor parte de la mostaza de Dijon se fabrica en otros lugares.

### Mostaza inglesa
La mostaza inglesa preparada es de color amarillo brillante y consistencia relativamente espesa. Se elabora con una combinación de semillas amarillas y marrones y es más fuerte que muchas otras mostazas, ya que tiene un bajo contenido en ácido. Es especialmente adecuada para condimentar como ingrediente de cocina, pero también se utiliza como condimento de mesa para carnes frías y calientes. Una mujer de Durham llamada Mrs Clements fue la primera persona en vender mostaza inglesa en formato preparado en 1720. La marca más famosa de mostaza inglesa es Colman's de Norwich. Colman's empezó vendiendo mostaza en polvo en la lata amarilla característica de la empresa, que introdujo en 1814.

### Mostaza "a la francesa"
La mostaza "francesa" es una mostaza de color marrón oscuro, suave, ácida y dulce que, a pesar de su nombre, no es en realidad de origen francés. La mostaza francesa es propia del Reino Unido y fue inventada por Colman's en 1936. En particular, se convirtió en un acompañamiento popular de los filetes. Colman's dejó de producir mostaza francesa en 2001 después de que la UE ordenara a Unilever, ahora propietaria de Colman's, que dejara de venderla, tras la adquisición de la empresa rival Amora-Maille en 2000.  Muchos supermercados británicos siguen ofreciendo su propia versión de mostaza francesa.